# 科羅萊沃
48°9′14″N 23°7′59″E / 48.15389°N 23.13306°E

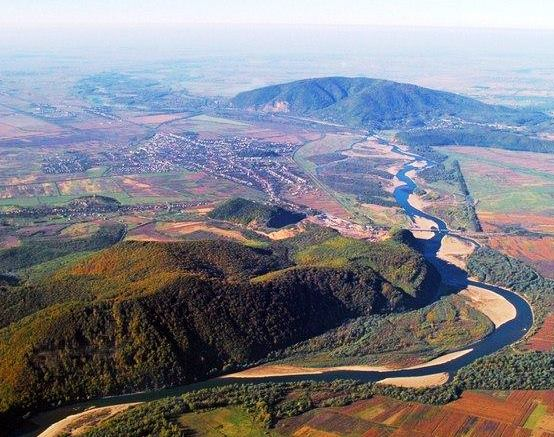
全景图

科羅莱沃（烏克蘭語：Королево），是烏克蘭西部外喀爾巴阡州貝雷霍韋區科罗莱沃市镇内的市級鎮及其行政中心。處於蒂薩河畔，始建於1262年，面積9.06平方公里，海拔高度178米，2004年人口8,064，人口密度每平方公里890人。